# La profecía de Hitler

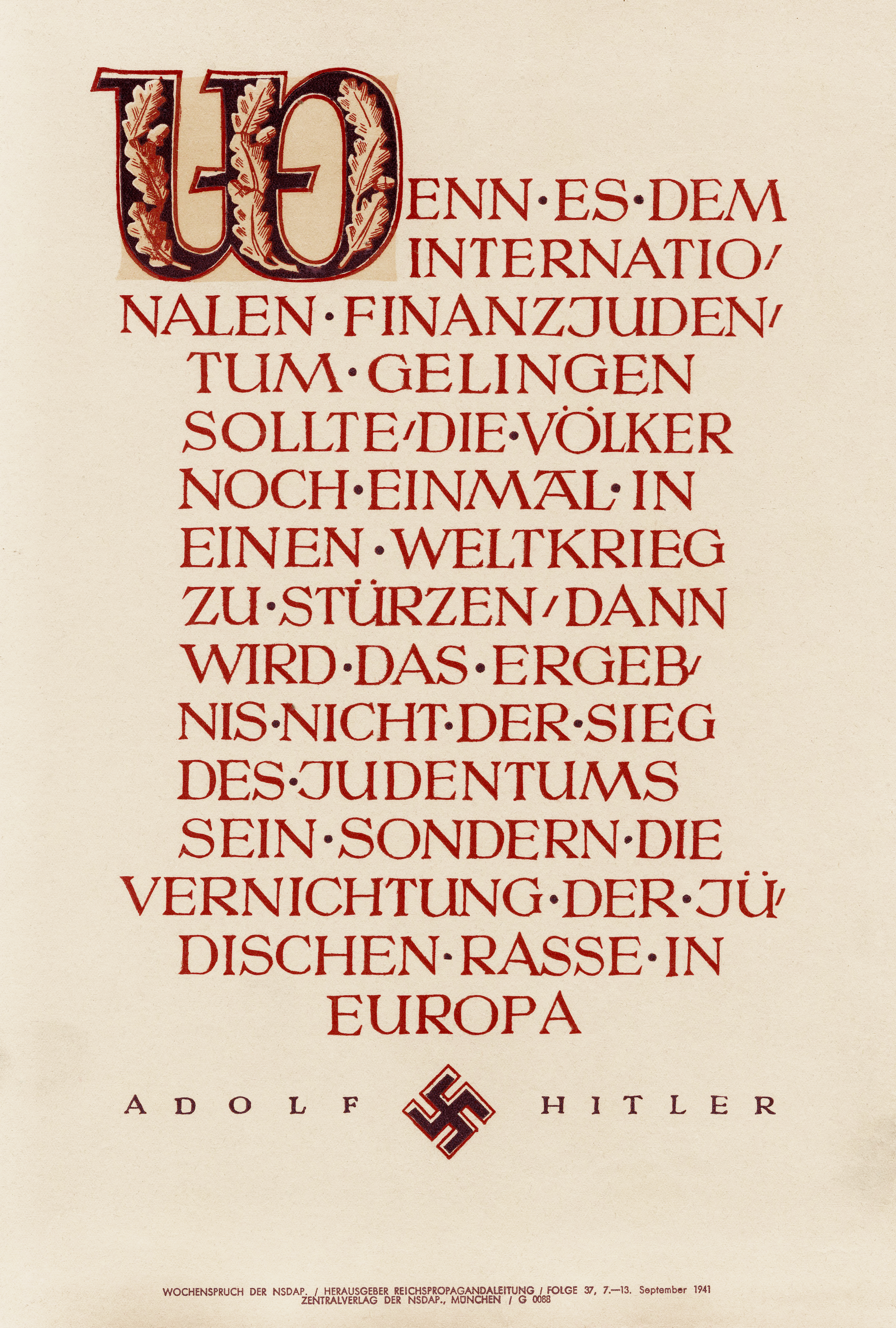
Wochenspruch der NSDAP, exhibido del 7 al 13 de septiembre de 1941, cita el discurso de Hitler del 30 de enero de 1939. (La interpretación omite "la bolchevización de la tierra y por tanto"...)

La profecía de Hitler remite a un discurso en el Reichstag el 30 de enero de 1939, donde Adolf Hitler amenazó con «la aniquilación de la raza judía en Europa» en caso de guerra:

Wenn es dem internationalen Finanzjudentum in- und außerhalb Europas gelingen sollte, die Völker noch einmal in einen Weltkrieg zu stürzen, dann würde das Ergebnis nicht die Bolschewisierung der Erde und damit der Sieg des Judentums sein, sondern die Vernichtung der jüdischen Rasse in Europa.
«Si los judíos financieros internacionales dentro y fuera de Europa logran hundir a las naciones una vez más en una guerra mundial, el resultado no será la bolchevización de la tierra y, por tanto, la victoria de los judíos, sino la aniquilación de la raza judía en Europa.»

Estas palabras eran similares a los comentarios que Hitler había hecho anteriormente a políticos extranjeros en reuniones privadas después del pogromo en la Kristallnacht en noviembre de 1938. El discurso se pronunció en el contexto de los intentos nazis de incrementar la emigración judía desde Alemania, antes del estallido de la Segunda Guerra Mundial en septiembre de 1939.
Las alusiones a la «profecía de Hitler» por parte de los líderes nazis y en la propaganda nazi fueron comunes después del 30 de enero de 1941, cuando Hitler volvió a mencionarla en un discurso. La profecía adquirió un nuevo significado con la invasión de la Unión Soviética en junio de 1941 y la declaración de guerra alemana contra Estados Unidos en diciembre, las cuales facilitaron una aceleración del asesinato en masa sistemático de judíos. A finales de 1941, el jefe de propaganda nazi Joseph Goebbels afirmó que la profecía se estaba cumpliendo al tiempo que justificaba la deportación masiva de judíos de Alemania. El 30 de septiembre de 1942, Hitler hizo referencia a la profecía en otro discurso, que fue adaptado en una edición de noviembre de Parole der Woche  titulada «¡Dejarán de reírse!!!» Hitler continuó invocando la profecía mientras la guerra avanzaba contra Alemania e hizo referencia a ella en su última voluntad y testamento. Utilizada con frecuencia por los líderes nazis al aludir a su asesinato sistemático de judíos, la profecía se convirtió en un leitmotiv de la solución final (Endlösung der Judenfrage) y es quizás la frase más conocida de los discursos de Hitler.
El significado histórico de la profecía se debate entre las escuelas del funcionalismo y el intencionalismo: los intencionalistas la ven como una prueba del plan maestro desarrollado previamente por Hitler para asesinar sistemáticamente a los judíos europeos, mientras que los funcionalistas argumentan que la «aniquilación» no pretendía ni se entendía como un asesinato en masa, al menos inicialmente. Los historiadores citan la profecía como un ejemplo de la creencia nazi en una conspiración judía internacional que supuestamente inició la guerra. Además, a pesar de su vaguedad (no explica cómo se produciría la aniquilación), la profecía se cita como evidencia de que los alemanes eran conscientes de que los judíos estaban siendo exterminados.

## Trasfondo

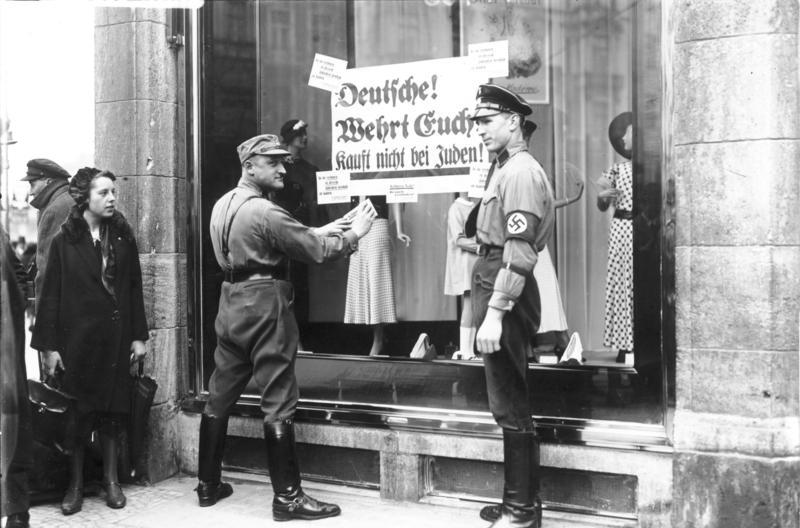
Paramilitares de las SA frente a una tienda de Berlín el 1 de abril de 1933 durante el boicot nazi a las empresas judías. El cartel dice: "¡Alemanes! ¡Defiéndanse! ¡No compres a judíos!".

Según el historiador Ian Kershaw, cuando el líder del Partido Nazi Adolf Hitler tomó el poder el 30 de enero de 1933, el movimiento de masas nazi ya era "protogenocida" y "se mantenía unido por la visión utópica de la salvación nacional, que debía lograrse mediante la lucha racial", una limpieza étnica cuyo núcleo era la 'expulsión' de los judíos". En abril de 1933, se anunció el boicot nazi de negocios judíos y las SA (el ala paramilitar del Partido Nazi) se apostaron alrededor de las empresas judías para hacer cumplir el boicot. Entre 1933 y 1939 se promulgaron más de 400 leyes y decretos antijudíos. En 1935, las Leyes de Núremberg definieron a los judíos por su ascendencia más que por su religión, formalizaron su exclusión de la sociedad y prohibieron los matrimonios y las relaciones sexuales entre judíos y personas de "sangre alemana". Otras leyes prohibían a los judíos poseer propiedades o ganarse la vida.
Hitler había asociado a los judíos y la guerra en varios discursos antes de 1939. En 1931, Hitler dijo que en caso de guerra, los judíos serían "aplastados por las ruedas de la historia"; también caracterizó el boicot antinazi de 1933 como una declaración de guerra judía contra Alemania. Según la historiadora Claudia Koonz, entre su toma del poder en 1933 y su discurso profético en enero de 1939, Hitler sólo expresó abiertamente su odio hacia los judíos en dos ocasiones: en un discurso de 1935 anunciando la introducción de las Leyes de Núremberg, y en el Congreso de Núremberg en septiembre de 1937. Aunque la raza no fue un tema prominente en su discurso en la década de 1930, Hitler encontró formas sutiles de señalar antisemitismo a sus principales seguidores manteniendo al mismo tiempo una imagen pública moderada. En las discusiones sobre la solución adecuada a la cuestión judía en la década de 1930, los funcionarios de las SS a menudo discutieron el exterminio como una opción, aunque generalmente se descartaba.

### Kristallnacht

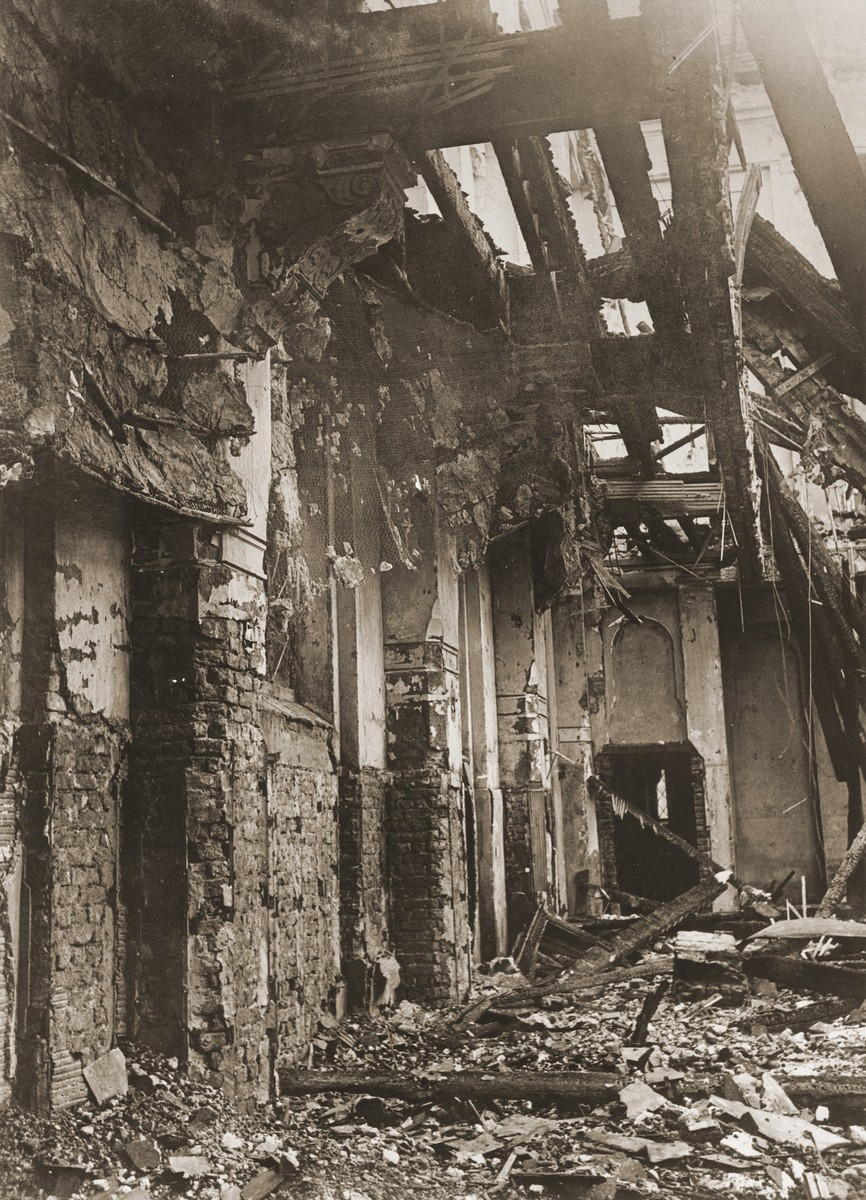
La sinagoga de Aquistrán después de la Noche de los cristales rotos

En noviembre de 1938, los dirigentes nazis organizaron e incitaron el pogromo de la Kristallnacht contra los judíos, en parte para purgar el exceso de sentimiento antisemita de los activistas del partido que había sido reprimido por razones diplomáticas durante los acuerdos de Múnich. El pogromo implicó una violencia pública sin precedentes contra los judíos alemanes, incluida la quema de sinagogas, el saqueo de tiendas y residencias de propiedad judía y agresiones a judíos, que (según cifras oficiales) causaron 91 muertes. Hitler aprobó personalmente el arresto de 30.000 judíos y su encarcelamiento en campos de concentración. Muchos alemanes estaban disgustados por la violencia, aunque pocos se opusieron abiertamente al gobierno.La Kristallnacht también fue denunciada en el extranjero, poniendo en peligro los esfuerzos del gobierno alemán para organizar y facilitar la emigración de los judíos alemanes.
La Kristallnacht radicalizó el discurso antijudío en la sociedad alemana.El Partido Nazi llevó a cabo una campaña de propaganda desde noviembre de 1938 hasta enero de 1939 para justificar el pogromo ante el pueblo alemán.La idea de exterminar judíos se volvió más común. El 12 de noviembre, Hermann Göring convocó una reunión de líderes nazis en nombre de Hitler. Göring afirmó que "no hay duda" de que Alemania consideraría "llevar a cabo un gran ajuste de cuentas con los judíos" en caso de guerra. El historiador Yehuda Bauer escribe que esta declaración es "muy similar" a lo que dijo Hitler el 30 de enero de 1939. El 24 de noviembre, el periódico de las SS Das Schwarze Korps, reflexionando sobre la reunión del 12 de noviembre, imprimió la siguiente declaración: "Esta etapa de desarrollo [de los judíos] nos impondrá la necesidad vital de exterminar a la subhumanidad judía como exterminamos a todos los criminales en nuestro estado respetuoso de la ley: ¡con fuego y espada! El resultado será el verdadero y fin definitivo de los judíos en Alemania, su aniquilación total." Este lenguaje reflejaba la radicalización en los círculos partidistas,y los escritores eran conscientes de que se alineaba con la visión de Hitler.

### Declaraciones a diplomáticos
El 21 de noviembre de 1938, Hitler se reunió con el ministro de Defensa sudafricano, Oswald Pirow, y le dijo que los judíos serían asesinados si estallaba la guerra. El mismo mes, un funcionario de la cancillería de Hitler le contó a un diplomático británico los planes alemanes de "deshacerse de los judíos [alemanes], ya sea mediante la emigración o, si fuera necesario, matándolos de hambre o matándolos" para evitar "tener una minoría tan hostil en el país en el acontecimiento de la guerra". También dijo que Alemania "tenía la intención de expulsar o matar a los judíos en Polonia, Hungría y Ucrania" después de invadir esos países. El 16 de enero de 1939, Hitler se reunió con István Csáky, el ministro de Asuntos Exteriores de Hungría. Csáky recordó que "sólo estaba seguro de una cosa: los judíos tendrían que desaparecer de Alemania hasta el último hombre".
El 21 de enero, Hitler dijo a František Chvalkovský, ministro de Asuntos Exteriores de Checoslovaquia : "Nuestros judíos serán aniquilados. Los judíos no perpetraron el 9 de noviembre de 1918 en vano; este día será vengado". Hitler añadió que los judíos también estaban envenenando Checoslovaquia, lo que provocó una diatriba antisemita de Chvalkovský. En la misma reunión, Hitler amenazó con la "aniquilación" de Checoslovaquia si no se ajustaba a las demandas alemanas. Según el historiador Hans Mommsen, Hitler se refería a destruir la influencia de los judíos en lugar de pedir su destrucción física. El historiador Peter Longerich interpreta que "aniquilación" se refiere a la emigración o expulsión de los judíos. conduciendo al "fin de su existencia colectiva en Alemania". Kershaw sostiene que, si Hitler no estaba anunciando sus intenciones a Chvalkovský, "los sentimientos no eran meramente retórica o propaganda ".

## Discurso del 30 de enero de 1939
Aunque la Conferencia de Évian de julio de 1938 no logró abrir otros países a la emigración judía, los nazis intentaron acelerarla. En el momento del discurso estaban en curso conversaciones entre Göring y George Rublee, director del Comité Intergubernamental para los Refugiados. El ministro de propaganda nazi, Joseph Goebbels, ayudó a escribir el discurso, que se pronunció en el Reichstag el 30 de enero de 1939, el sexto aniversario de la toma del poder por Hitler en 1933. El discurso duró dos o dos horas y media y trataba sobre la política interior y exterior del gobierno nazi. Hitler expresó su deseo de "espacio vital" adicional y discutió la crisis de Múnich, admitiendo que había planeado una invasión militar en caso de que Checoslovaquia no capitulara ante su demanda de entregar los Sudetes. Sostuvo que los Sudetes se habían asegurado gracias a la voluntad alemana de recurrir a la guerra, más que a la diplomacia.

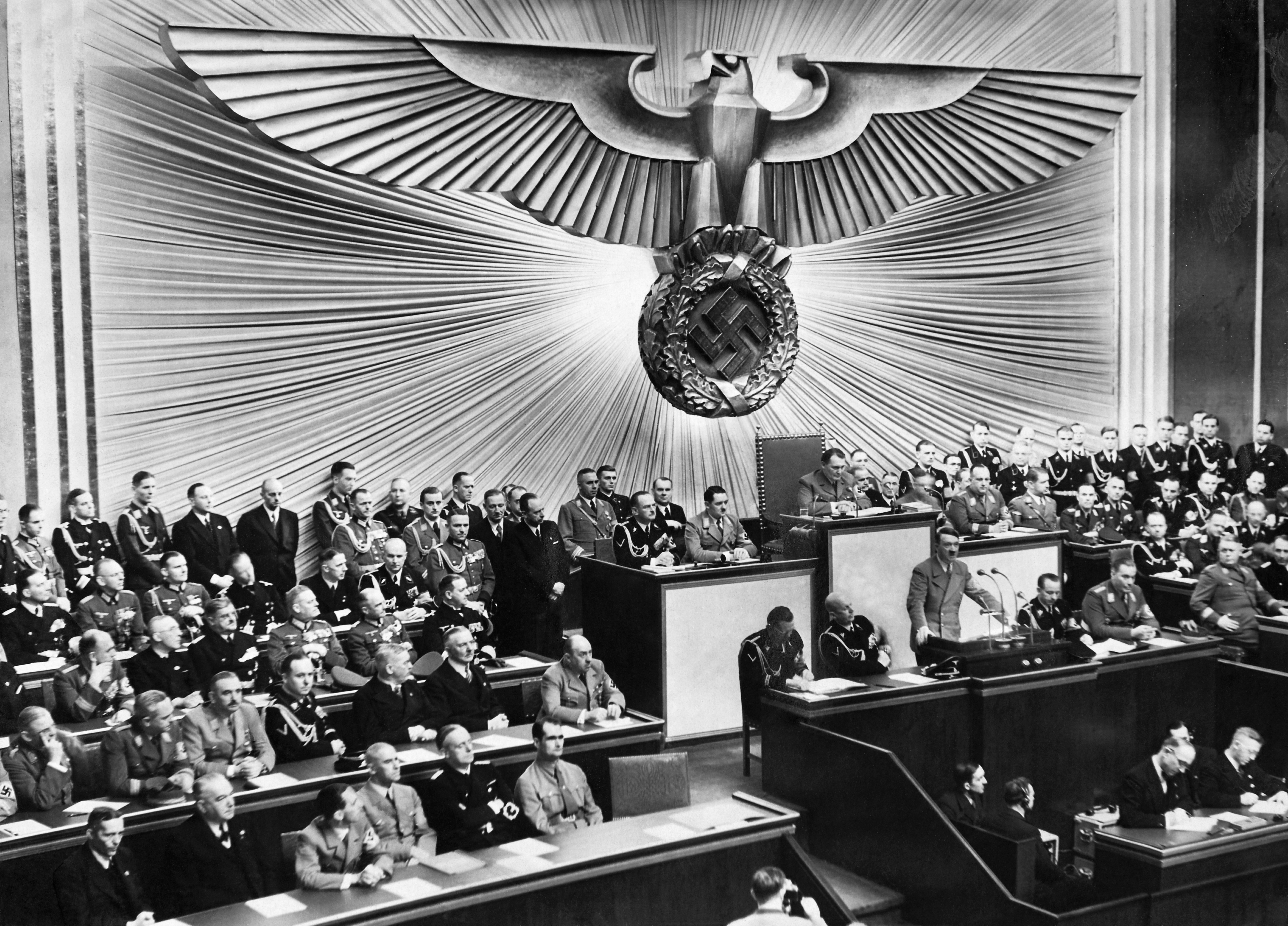
Hitler durante el discurso.

En la parte del discurso que trata de la cuestión judía, Hitler se quejó de que había suficiente espacio en el mundo para que los judíos alemanes pudieran ir y sostuvo que Europa "no podría pacificarse antes de que se haya resuelto la cuestión judía". En una larga perorata contra los judíos, Hitler primero se burló de ellos, luego dijo que era hora de "derribar al enemigo mundial judío", y que el gobierno alemán estaba completamente decidido "para deshacerse de esta gente". Afirmó que los judíos tendrían que dejar de "vivir del cuerpo y el trabajo productivo de otras naciones", o de lo contrario "sucumbirían a una crisis de gravedad inimaginable". Afirmó que los judíos estaban tratando de incitar a "millones de personas entre las masas populares a un conflicto que es completamente sin sentido para ellos y sirve sólo a los intereses judíos". Hitler llegó entonces a su punto principal:

Ich bin in meinem Leben sehr oft Prophet gewesen und wurde meistens ausgelacht. In der Zeit meines Kampfes um die Macht war es in erster Linie das jüdische Volk, das nur mit Gelächter meine Prophezeiungen hinnahm, ich würde einmal in Deutschland die Führung des Staates und damit des ganzen Volkes übernehmen und dann unter vielen anderen auch das jüdische Problem zur Lösung bringen. Ich glaube, daß dieses damalige schallende Gelächter dem Judentum in Deutschland unterdes wohl schon in der Kehle erstickt ist. Ich will heute wieder ein Prophet sein: Wenn es dem internationalen Finanzjudentum in- und außerhalb Europas gelingen sollte, die Völker noch einmal in einen Weltkrieg zu stürzen, dann würde das Ergebnis nicht die Bolschewisierung der Erde und damit der Sieg des Judentums sein, sondern die Vernichtung der jüdischen Rasse in Europa.
Muchas veces en mi vida he sido profeta y la mayoría de las veces he sido ridiculizado. En el momento de mi lucha por el poder, fue en primer lugar el pueblo judío el que sólo recibió con risas mis profecías de que algún día asumiría la dirección del Estado y de todo el pueblo de Alemania y luego, entre otras cosas, también llevar el problema judío a su solución. Creo que esta risa hueca de los judíos en Alemania ya se les ha quedado atascada en la garganta. Hoy quiero volver a ser profeta: si los judíos financieros internacionales dentro y fuera de Europa logran hundir a las naciones una vez más en un mundo de guerra, el resultado no será la bolchevización de la tierra y, por tanto, la victoria de los judíos, sino la aniquilación. de la raza judía en Europa

### Difusión y reacciones
El discurso fue transmitido en vivo por radio y la predicción de Hitler sobre los judíos fue reimpresa en el periódico del partido Völkischer Beobachter y en un folleto dedicado. Según instrucciones explícitas de Goebbels a Fritz Hippler, la parte del discurso que incluía la amenaza de Hitler contra los judíos fue grabada simultáneamente en audio y vídeo (un logro técnico difícil en aquel momento) e incluida en noticiero del semanario UFA Wochenschau después de que Hitler lo aprobara personalmente. Los noticiarios típicamente restaban importancia al aspecto excluyente de la Volksgemeinschaft; en enero de 1939 fue la primera vez que las políticas nazis hacia los judíos se relacionaron directamente con el líder del partido en los noticieros. El historiador Richard J. Evans escribe que la amenaza "no podría haber sido más pública".
En el momento del discurso, judíos y no judíos dentro y fuera de Alemania prestaban mucha atención a las declaraciones de Hitler a causa de la Kristallnacht y la posibilidad de una guerra. En los días siguientes, el discurso atrajo importantes comentarios en Alemania. Los cronistas judíos alemanes Luise Solmitz y Victor Klemperer mencionaron el discurso en sus diarios pero prestaron poca atención a la amenaza de Hitler. Fuera de Alemania, la cobertura del discurso se centró en las implicaciones geopolíticas de la discusión de Hitler sobre la política exterior, mientras que la amenaza a los judíos pasó desapercibida. El periódico yiddish de Nueva York Forverts imprimió un titular que hacía referencia a la amenaza de Hitler contra los judíos, pero el artículo debajo solo discutía la amenaza de guerra y las alianzas de Hitler con Italia y Japón. El periódico yiddish de Varsovia, Haynt, analizó el discurso en varios números a partir del 31 de enero, pero no hizo hincapié en la profecía. El 31 de enero imprimió los puntos principales del discurso sin mencionar la profecía; En un análisis del discurso publicado al día siguiente, el columnista Moshe Yustman analizó la política de apaciguamiento y otras cuestiones de política exterior.

### Discurso del 30 de enero de 1941

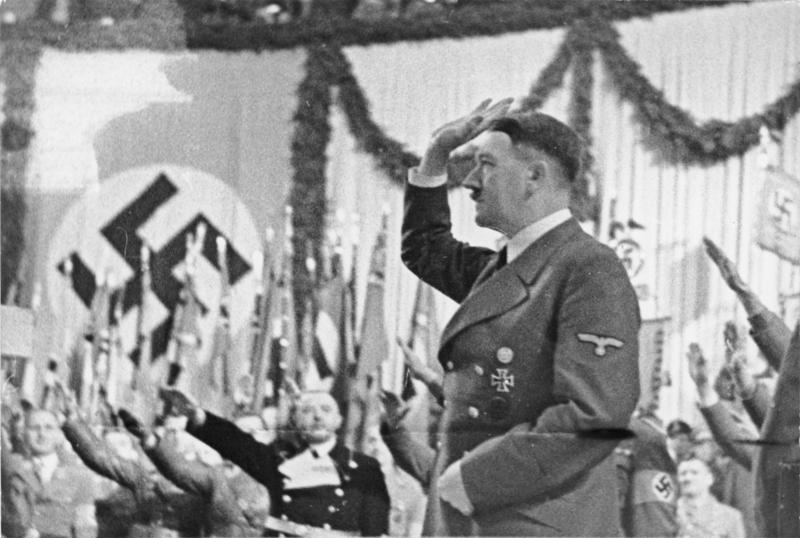
Hitler en el Sportpalast, 30 de enero de 1942

### Invasión de la Unión Soviética

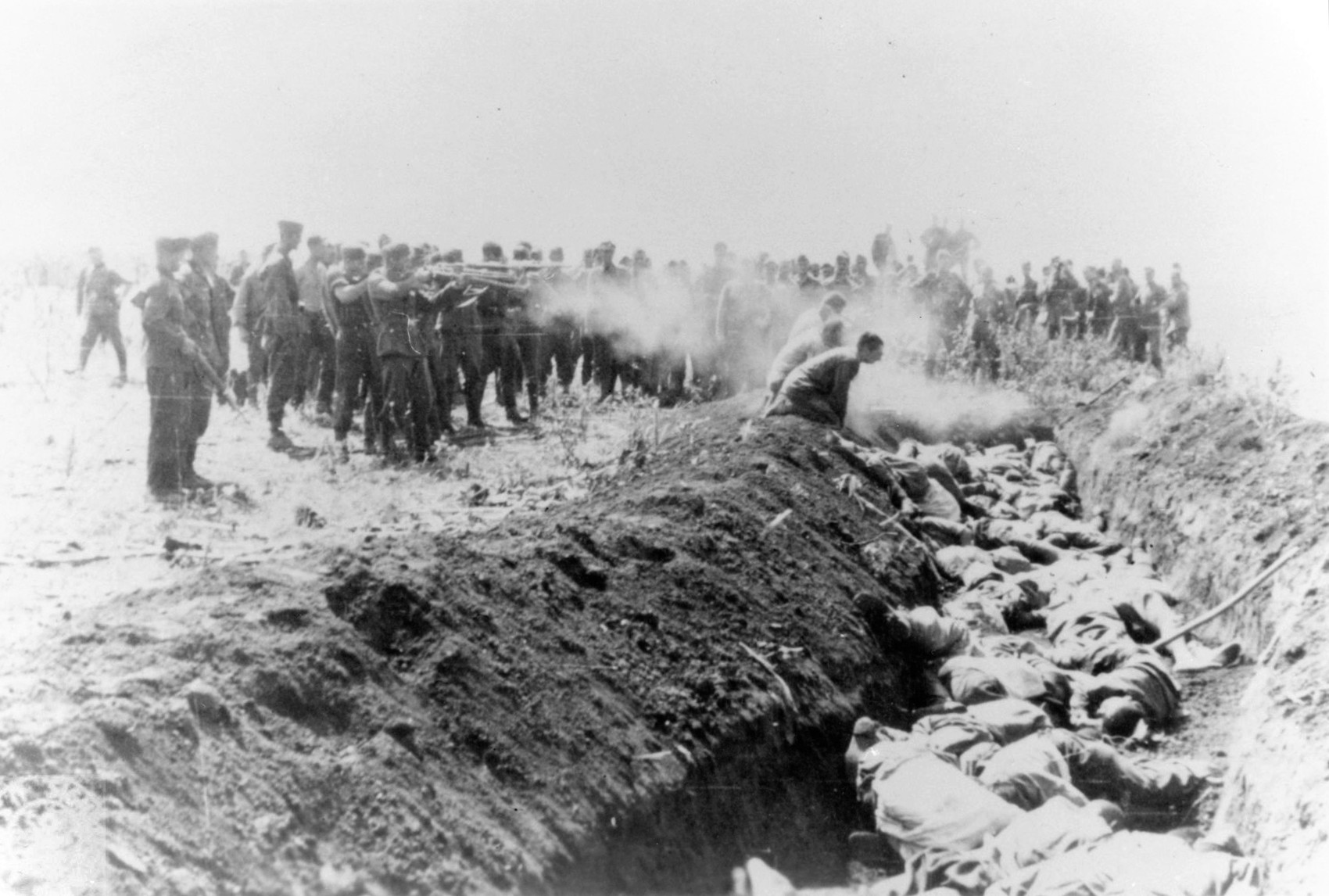
Asesinato masivo de civiles soviéticos por parte de soldados alemanes en 1941

### "Los judíos son culpables"

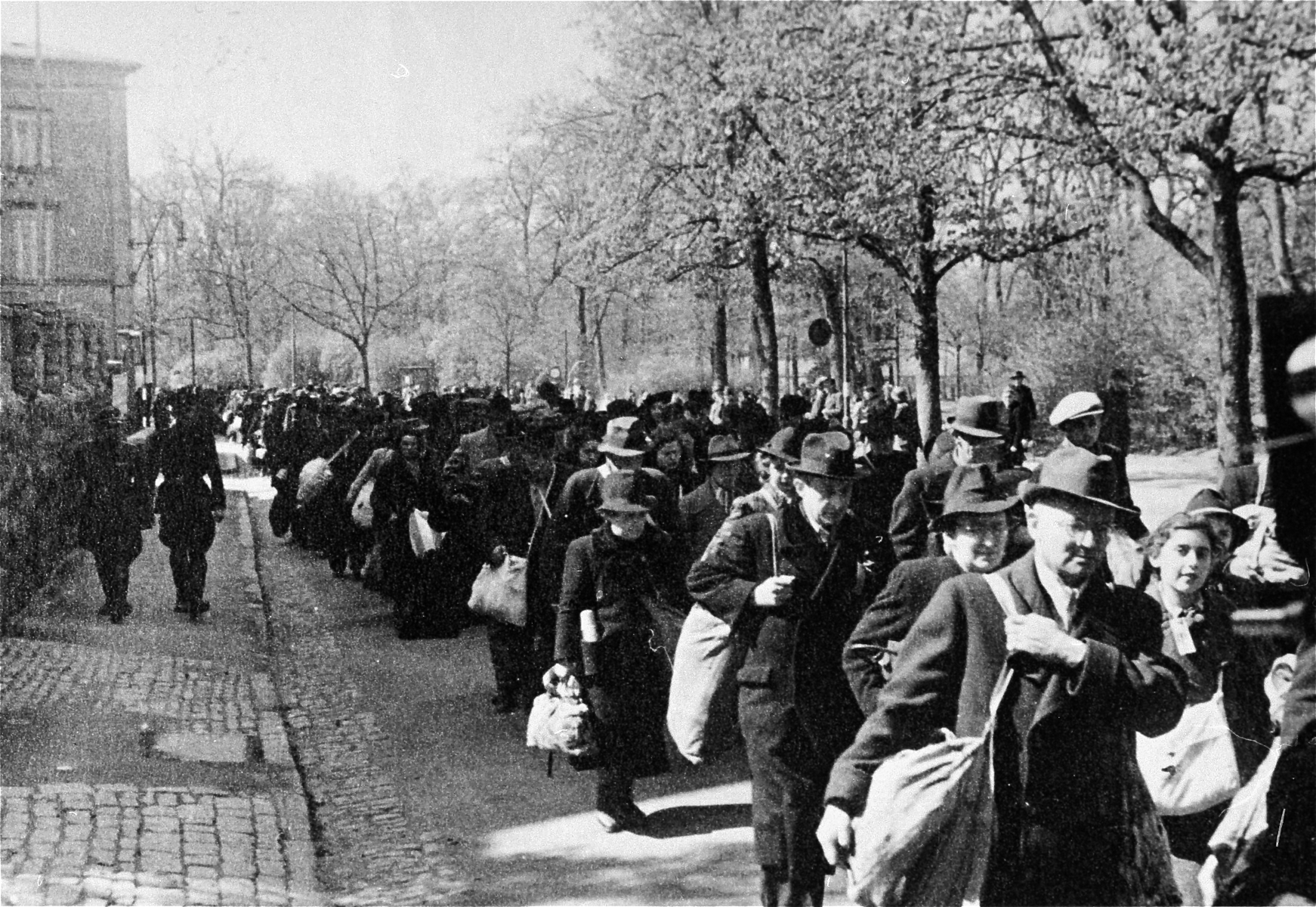
Los judíos son deportados de Würzburg, el 25 de abril de 1942. La deportación se produjo en público y fue presenciada por muchos alemanes.

### Discurso en la Universidad Friedrich-Wilhelm

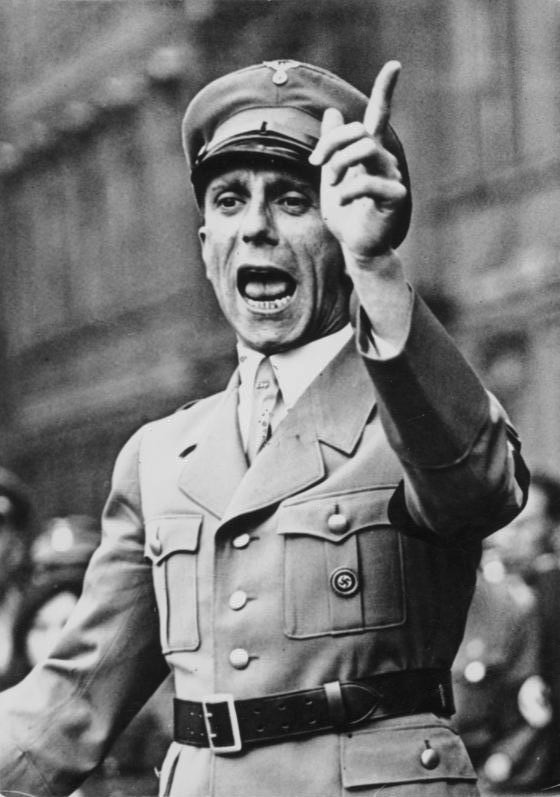
Joseph Goebbels pronuncia un discurso en 1934.

### 1943

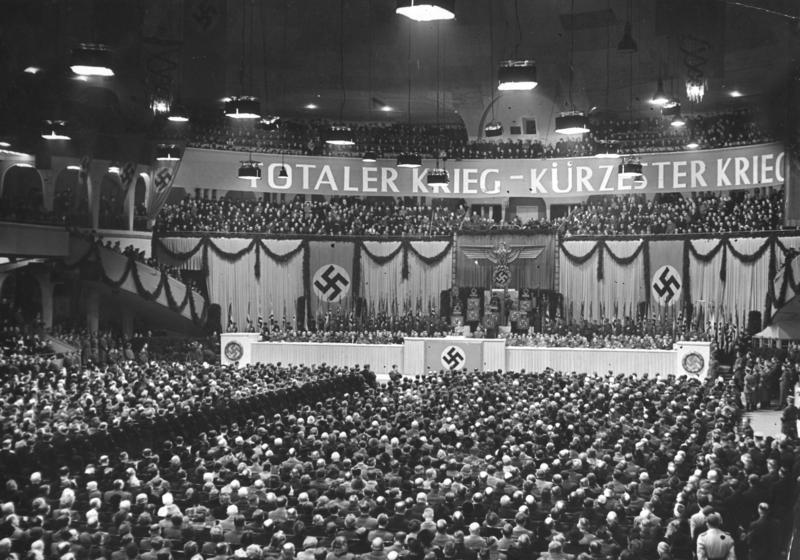
Manifestación nazi el 18 de febrero de 1943 en el Sportpalast de Berlín ; el letrero dice "Guerra total - Guerra más corta".

#### Culpa de la destrucción en la guerra

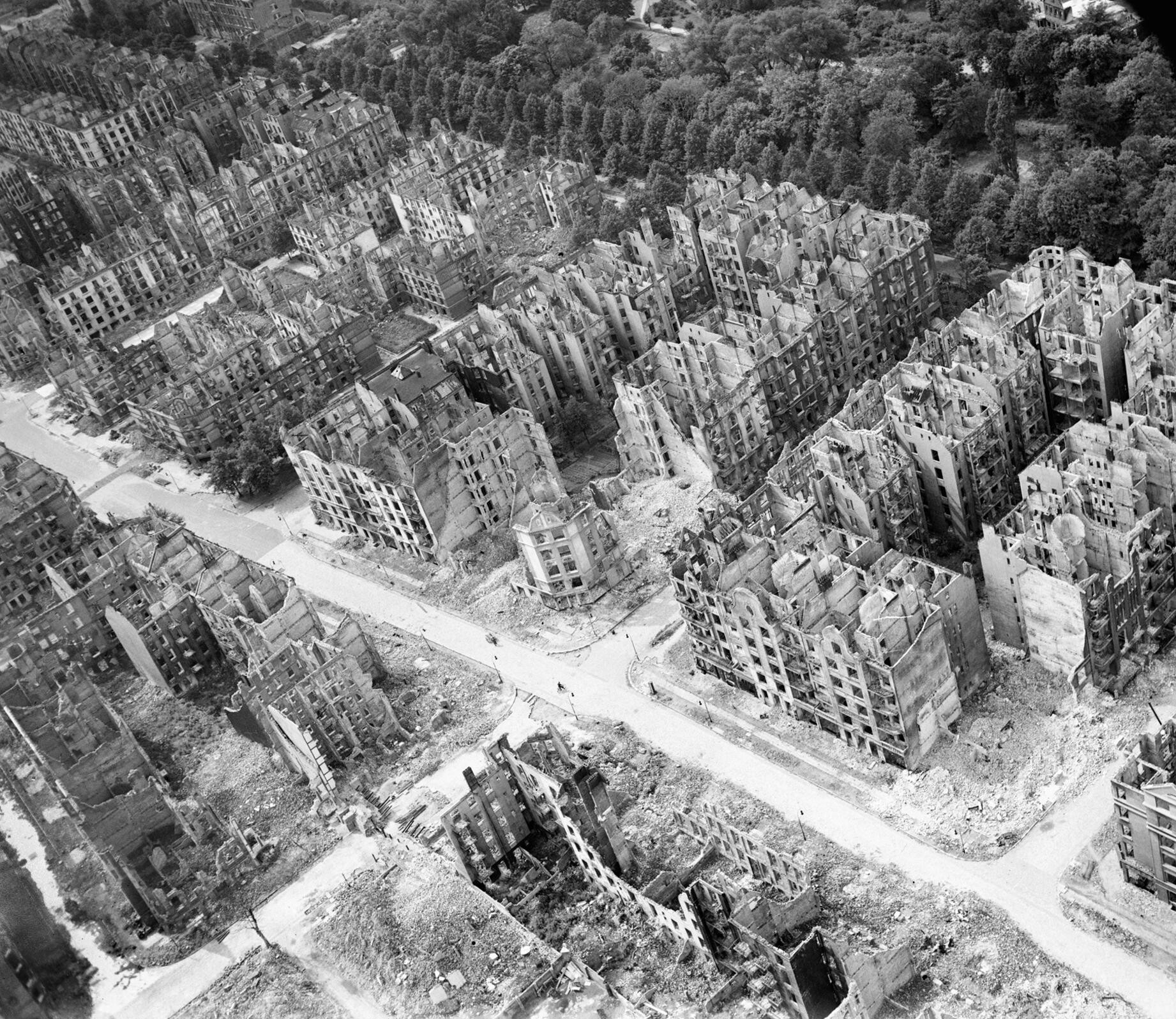
Resultados del bombardeo de Hamburgo. Los judíos eran los culpables, según los propagandistas nazis.